# Kloster Bœuil
Das Kloster Bœuil (Le Beuil, Bulium) ist eine ehemalige Zisterzienserabtei in der französischen Gemeinde Veyrac im Département Haute-Vienne der Region Nouvelle-Aquitaine. Das Kloster lag rund 18 km nordwestlich von Limoges.

## Geschichte
Das Kloster wurde von Ranulphe de Nieul, dem Archidiakon von Limoges, zwischen 1117 und 1123 nach der Benediktinerregel von Kloster Dalon gegründet, mit dem es sich 1162 in der Filiation der Primarabtei Pontigny dem Zisterzienserorden anschloss. 1168 wurde dem Kloster das Kloster St-Léonard-des-Chaumes als Tochterkloster unterstellt. In der Französischen Revolution wurde das Kloster aufgelöst.

## Bauten und Anlage
Von der Anlage ist bis auf Kapitelle in der Ortschaft Les Quatre-Vents so gut wie nichts erhalten. In der Ortschaft la Grange-de-Boeil nicht weit vom Kloster findet sich noch ein Weihwasserbehälter.